# Elezioni generali in Tunisia del 1969
Le elezioni generali in Tunisia del 1969 si tennero il 2 novembre per l'elezione del Presidente e dei membri del Parlamento.

## Risultati

### Elezioni presidenziali
- Le elezioni presidenziali si svolsero con un unico candidato.

| Candidati       | Liste                         | Voti | %   |
| --------------- | ----------------------------- | ---- | --- |
| Habib Bourguiba | Partito Socialista Desturiano |      | 100 |
| Totale          |                               |      |     |

### Elezioni parlamentari
- Le elezioni parlamentari si svolsero in regime di monopartitismo.

| Liste                         | Voti      | %      | Seggi |
| ----------------------------- | --------- | ------ | ----- |
| Partito Socialista Desturiano | 1 363 939 | 100,00 | 101   |
| Totale                        | 1 363 939 | 100    | 101   |